# Thryonomys
Thryonomys é um gênero roedor da família Thryonomyidae.

## Espécies
- Thryonomys gregorianus (Thomas, 1894)
- Thryonomys swinderianus (Temminck, 1827)